# Henny Protzen-Kundmüller
Henny Protzen-Kundmüller (* 26. August 1896 als Maria Anna Rosa Elisabeth Henriette Amalie Kundmüller in Bamberg; † 22. Oktober 1967 in München) war eine deutsche Malerin.

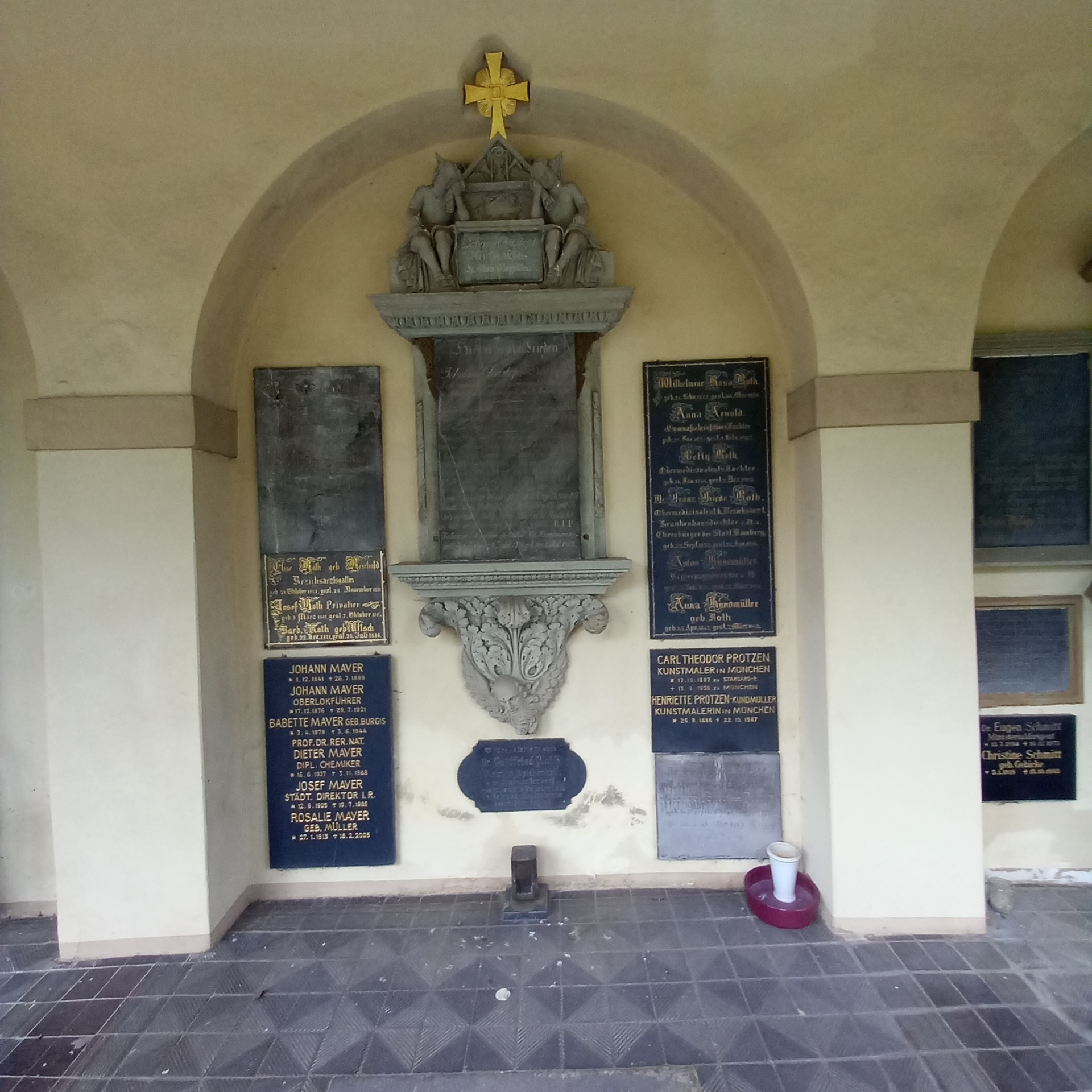
Das Grab von Henny Protzen-Kundmüller und ihrem Ehemann Carl Theodor Protzen auf dem Hauptfriedhof in Bamberg

## Leben
Henny Protzen-Kundmüller war Enkelin des Bamberger Malers Hans Kundmüller. 1917 siedelte sie nach München um und besuchte dort die Privatschule Walter Thors, zwischen 1918 und 1920 studierte sie bei Walter Püttner. Als eine der ersten 17 weiblichen Studenten an der Akademie der Bildenden Künste München studierte sie dort zwischen 1920 und 1926 bei Angelo Jank, Max Mayrshofer und Karl Caspar Malerei.
1921 heiratete sie den Maler Carl Theodor Protzen, den sie an der Akademie kennengelernt hatte. Das Ehepaar unternahm Reisen nach Österreich, Italien, Dänemark, Frankreich und in die Schweiz. 1927 erhielt Protzen-Kundmüller das Reisestipendium der Stadt München.
In den frühen 1920er Jahren, vor allem im Studium, waren ihre Themen oft religiöser Natur, ihre Malweise war impressionistisch geprägt. Ende der 1920er Jahre versuchte sie sich an Motiven und Stil der Neuen Sachlichkeit, ehe sie sich in den 1930er Jahren für einen naturalistischen Stil entschied. Ihre Werke wurden toniger, fast altmeisterlicher und entsprachen damit den Vorlieben der systemkonformen Kunst im Nationalsozialismus.
Damenbildnis (undatiert)

 97 cm × 87,5 cm
 Städtische Galerie im Lenbachhaus und Kunstbau München

Link zum Bild

Ab 1923 stellte Protzen-Kundmüller in München sowie in weiteren deutschen Städten und teilweise im Ausland aus, zwischen 1927 und 1931 zum Beispiel in der jährlichen Glaspalast-Ausstellung. Ende der 1920er Jahre stellte sie mit der Neuen Münchner Secession aus, ab 1931 war Protzen-Kundmüller Mitglied der Münchner Künstlergenossenschaft, auf deren lokalen Ausstellungen sie regelmäßig vertreten war. Dort zeigte sie meist Landschaftsdarstellungen.
1933 war sie eines der Gründungsmitglieder der Münchner Ortsgruppe der Gemeinschaft Deutsch-Oesterreichischer Künstlerinnen-Vereine aller Kunstgattungen (GEDOK). Ab 1934 mussten alle Mitglieder dieses Vereins der Reichskammer der bildenden Künste beitreten. Protzen-Kundmüller weigerte sich zunächst, Mitglied der Reichskammer zu werden; erst im November 1938 stellte sie dort einen Aufnahmeantrag. Für die Zeit des Nationalsozialismus ist ihre Teilnahme an 33 Gruppenausstellungen sicher belegt, darunter 1937, 1938, 1941, 1942 und 1943 die Große Deutsche Kunstausstellung in München, wo sie 11 Landschaftsgemälde zeigte.  1937 hing ihr Werk Winter im Deutschen Pavillon der Weltausstellung in Paris, sie erhielt dort eine Silbermedaille. 1942 erstellte sie im Auftrag der Reichsregierung Gemälde aus den eroberten Ostgebieten; 1943 erhielt sie auf der Ausstellung Deutsche Künstler sehen das Generalgouvernement eine „Anerkennung“ im Zuge der Vergabe des Veit-Stoß-Preises. In der Ausstellung Deutsche Künstler und die SS, die 1944 in Breslau und Salzburg stattfand, hingen zwei Ölgemälde sowie zwei Aquarelle bzw. vier Zeichnungen von ihr. In einem Zeitungsartikel des Fränkischen Kuriers aus dem Dezember 1937 wurde ihr bescheinigt, „in vorderster Reihe deutscher Malerei“ zu stehen.
1937 wurde im Rahmen der deutschlandweiten konzertierten Aktion „Entartete Kunst“ ihre Bilder Das Gespensterhaus (Öl, 68 × 79 cm) und Die Ebene (Öl, 67 × 78 cm), die nicht dem nazistitischen Kunstkanon entsprachen, aus der Bayerischen Staatsgemäldesammlung beschlagnahmt. Ihr Verbleib ist ungeklärt.
Auch nach 1945 betätigte sie sich weiterhin künstlerisch und stellte auf lokaler Ebene aus. Von 1948 bis 1956 amtierte sie als Vorsitzende des Münchner Künstlerinnenvereins. Ab 1951 war sie in der erneut gegründeten Neuen Münchner Künstlergenossenschaft Mitglied. Ihr Stil wurde wieder farbiger, eine Annäherung an die zeitgemäße Abstraktion ist erkennbar. 1951 war ihr kleinformatiges Aquarell „Am Bodensee“ Teil der Dankspende des deutschen Volkes.
Sie wurde im Familiengrab in Bamberg bestattet. 1968 veranstaltete die GEDOK München ihr zu Ehren eine Gedächtnisausstellung, 1976 erhielt sie postum gemeinsam mit ihrem Mann eine kleine Gedächtnisausstellung in der Städtischen Galerie im Lenbachhaus in München, wo 16 Gemälde und 21 grafische Arbeiten gezeigt wurden.
Ihre Arbeiten befinden sich hauptsächlich in den Bayerischen Staatsgemäldesammlungen sowie den Städtischen Sammlungen in München und Nürnberg. Ihr kleiner Nachlass wird im Deutschen Kunstarchiv im Germanischen Nationalmuseum in Nürnberg verwahrt.